# Охота (фильм, 1963)
«Охота» (порт. A Caça) — португальский короткометражный художественный фильм 1963 года режиссёра Мануэла де Оливейра. Притча с трагической концовкой, которая по требованиям цензуры была переснята и заменена на счастливую; исходную концовку режиссёру удалось вернуть только в 1988 году. Посыл фильма может интерпретироваться как «политическая аллегория: призыв к людской солидарности в период кризиса».

## История
По словам самого Оливейры, сюжет фильма был вдохновлён заметкой в газете о том, как молодой парень утонул в зыбучих песках, а его товарищ из страха не смог оказать ему помощь и сбежал.
Фильм был выпущен вскоре после второго игрового фильма Оливейры «Весеннее действо», однако замысел «Охоты» имел более давнюю историю. Съёмки начались ещё в 1959 году, хотя затем прервались, и в итоге Оливейра работал над завершением фильма почти одновременно с «Весенним действом».
В 1963 году, когда фильм был представлен цензорам, режиссёру было поставлено условие переснять концовку, в противном случае он лишался бы обещанного финансирования. Оливейра снял другой финал, в котором тонущего спасают, и в этой версии фильм демонстрировался вплоть до 1988 года. Во время ретроспективы фильмов Оливейры в Пезаро в 1988 году ему предложили восстановить прежний финал, что он и сделал. В Португалии фильм был впервые показан только в 1993 году.

## Сюжет
Два молодых парня, Жозе и Роберту, встречаются и ходят по улицам небольшого городка. Они заходят на мясобойню, где работает отец Жозе. Жозе просит у отца винтовку, чтобы пойти на охоту, но отец отказывается дать ему оружие. Разочарованные, они бродят по городу, где дразнят на площади собаку башмачника и самого башмачника. Потом они идут за город и с завистью смотрят на винтовки проходящих мимо егерей. Вдали слышны выстрелы охотников. У Роберту в руках рогатка для стрельбы по птицам.
В поле друзья расходятся разными дорогами, однако Роберту вскоре слышит крик Жозе о помощи. Найдя друга, он видит, что Жозе попал в болотистую яму и тонет. Не решаясь спасать друга в одиночку, Роберту бежит в город, где призывает на помощь нескольких мужчин, в том числе башмачника и его собаку.
Вернувшись в поле, прибывшие на помощь не сразу находят Жозе, который уже почти скрылся под водой. Его начинают тянуть из болота, взявшись цепочкой за руки. Рыдающий Роберту наблюдает за происходящим со стороны. Жозе частично вытаскивают, но тут рука человека, держащего Жозе, выскальзывает из руки следующего за ним, и цепь людей распадается. Они начинают ссориться, собака лает. «Руку, руку!» — кричит тот, кто держит Жозе, однако никто не слушает его и он вместе с Жозе снова погружается в воду.
(В альтернативной концовке ссорящиеся прекращают перебранку, снова берутся по цепочке за руку и вытаскивают Жозе, начинающего подавать признаки жизни.)

## В ролях
- Антониу Родригеш Соуза — Жозе
- Жуан Роша Алмейда — Роберту
- Албину Фрейташ — башмачник